# Lavergne (Lot)
Lavergne è un comune francese di 447 abitanti situato nel dipartimento del Lot nella regione dell'Occitania. Il suo territorio è baganato dalle acque del fiume Alzou.

## Società

### Evoluzione demografica
Abitanti censiti